# Krkavina
Krkavina (pasdrijen, pasjakovina, pasjakovica, drača crna, pesikovina, pasjak, lat. Rhamnus), veliki biljni rod iz porodice pasjakovki, kojoj je i dao svoje ime. Pripada mu preko stotinu vrsta bilja i manjeg drveća. U porodici pasjakovki ovaj rod je najzastupljeniji u Hrvatskoj, a među njima su vazdazelena krkavina (R. alaternus), pasjak mnogožilni ili alpinska negljika (R. alpina), prava krkavina (R. cathartica), srednja krkavina (R. × intermedia), okruglolisna krkavina (R. orbiculata), kamenjarska krkavina (R. saxatilis), patuljasta krkavina (R. pumila), egejska krkavina (R. prunifolia)
Krkavine rastu po toplim krajevima, u Hrvatskoj je česta u Primorju, gdje gradi listopadne šikare dračike. Obična krkavina je medonosna biljka, u Hrvatskoj je zaštićena, a od njezinih nedozrelih plodova, u prošlosti se izrađivala boja za vunu. Plodovi su joj i hrana ptica.
Ime roda dolazi od grčke riječi rhamnos, što je naziv jednog trnovitog grma kod Dioskorida i Teofrasta.

## Vrste
1. Rhamnus alaternus L.
2. Rhamnus arguta Maxim.
3. Rhamnus arnottiana Gardner ex Thwaites
4. Rhamnus aurea Heppeler
5. Rhamnus baldschuanica Grubov
6. Rhamnus × bermejoi P.Fraga & Rosselló
7. Rhamnus biglandulosa Sessé & Moc.
8. Rhamnus bodinieri H.Lév.
9. Rhamnus brachypoda C.Y.Wu
10. Rhamnus bungeana J.J.Vassil.
11. Rhamnus calderoniae R.Fern.
12. Rhamnus cathartica L.
13. Rhamnus collettii Bhandari & Bhansali
14. Rhamnus cordata Medw.
15. Rhamnus coriophylla Hand.-Mazz.
16. Rhamnus costata Maxim.
17. Rhamnus crenulata Aiton
18. Rhamnus dalianensis S.Y.Li & Z.H.Ning
19. Rhamnus daliensis G.S.Fan & L.L.Deng
20. Rhamnus davurica Pall.
21. Rhamnus diffusa Clos
22. Rhamnus disperma Ehrenb. ex Boiss.
23. Rhamnus dolichophylla Gontsch.
24. Rhamnus dumetorum C.K.Schneid.
25. Rhamnus erythroxylum Pall.
26. Rhamnus esquirolii H.Lév.
27. Rhamnus flavescens Y.L.Chen & P.K.Chou
28. Rhamnus formosana Matsum.
29. Rhamnus frangula Mill.
30. Rhamnus fulvotincta F.P.Metcalf
31. Rhamnus × gayeri Kárpáti ex Soó
32. Rhamnus gilgiana Heppeler
33. Rhamnus glandulosa Aiton
34. Rhamnus globosa Bunge
35. Rhamnus grandiflora C.Y.Wu
36. Rhamnus grubovii I.M.Turner
37. Rhamnus hainanensis Merr. & Chun
38. Rhamnus hemsleyana C.K.Schneid.
39. Rhamnus heterophylla Oliv.
40. Rhamnus hirtella Boiss.
41. Rhamnus hupehensis C.K.Schneid.
42. Rhamnus infectoria L.
43. Rhamnus integrifolia DC.
44. Rhamnus × intermedia Steud. & Hochst.
45. Rhamnus ishidae Miyabe & Kudô
46. Rhamnus iteinophylla C.K.Schneid.
47. Rhamnus japonica Maxim.
48. Rhamnus javanica Miq.
49. Rhamnus kanagusukii Makino
50. Rhamnus kayacikii Yalt. & P.H.Davis
51. Rhamnus kurdica Boiss. & Hohen.
52. Rhamnus kwangsiensis Y.L.Chen & P.K.Chou
53. Rhamnus lamprophylla C.K.Schneid.
54. Rhamnus laoshanensis D.K.Zang
55. Rhamnus ledermannii Lauterb.
56. Rhamnus leptacantha C.K.Schneid.
57. Rhamnus leptophylla C.K.Schneid.
58. Rhamnus liboensis Y.F.Deng
59. Rhamnus liukiuensis (E.H.Wilson) Koidz.
60. Rhamnus lojaconoi Raimondo
61. Rhamnus ludovici-salvatoris Chodat
62. Rhamnus lycioides L.
63. Rhamnus maximovicziana J.J.Vassil.
64. Rhamnus mildbraedii Engl.
65. Rhamnus minnanensis K.M.Li
66. Rhamnus mollis Merr.
67. Rhamnus mongolica Y.Z.Zhao & L.Q.Zhao
68. Rhamnus myrtifolia Willk.
69. Rhamnus nakaharae (Hayata) Hayata
70. Rhamnus napalensis (Wall.) M.A.Lawson
71. Rhamnus nigrescens Lauterb.
72. Rhamnus nigricans Hand.-Mazz.
73. Rhamnus ninglangensis Y.L.Chen
74. Rhamnus nitida P.H.Davis
75. Rhamnus oleoides L.
76. Rhamnus orbiculata Bornm.
77. Rhamnus pallasii Fisch. & C.A.Mey.
78. Rhamnus papuana Lauterb.
79. Rhamnus parvifolia Bunge
80. Rhamnus pentapomica R.Parker
81. Rhamnus persica Boiss.
82. Rhamnus persicifolia Moris
83. Rhamnus petiolaris Boiss. & Balansa
84. Rhamnus philippinensis C.B.Rob.
85. Rhamnus pichleri C.K.Schneid. & Bornm.
86. Rhamnus pilushanensis Y.C.Liu & C.M.Wang
87. Rhamnus × pissjaukovae O.A.Popova
88. Rhamnus prinoides L'Hér.
89. Rhamnus procumbens Edgew.
90. Rhamnus prunifolia Sm.
91. Rhamnus pulogensis Merr.
92. Rhamnus punctata Boiss.
93. Rhamnus purandharensis Bhandari & Bhansali
94. Rhamnus purpurea Edgew.
95. Rhamnus pyrella O.Schwarz
96. Rhamnus qianweiensis Z.Y.Zhu
97. Rhamnus rhodopea Velen.
98. Rhamnus rosei M.C.Johnst. & L.A.Johnst.
99. Rhamnus rosthornii E.Pritz.
100. Rhamnus rugulosa Hemsl.
101. Rhamnus sargentiana C.K.Schneid.
102. Rhamnus saxatilis Jacq.
103. Rhamnus schlechteri Lauterb.
104. Rhamnus seravschanica (Kom.) Kamelin
105. Rhamnus serpyllacea Greuter & Burdet
106. Rhamnus songorica Gontsch.
107. Rhamnus spathulifolia Fisch. & C.A.Mey.
108. Rhamnus staddo A.Rich.
109. Rhamnus subapetala Merr.
110. Rhamnus sumatrensis Ridl.
111. Rhamnus sumbawana Lauterb.
112. Rhamnus tangutica J.J.Vassil.
113. Rhamnus taquetii (H.Lév. & Vaniot) H.Lév.
114. Rhamnus thymifolia Bornm.
115. Rhamnus tonkinensis Pit.
116. Rhamnus tortuosa Sommier & Levier
117. Rhamnus triquetra (Wall.) Brandis
118. Rhamnus tzekweiensis Y.L.Chen & P.K.Chou
119. Rhamnus utilis Decne.
120. Rhamnus velutina Boiss.
121. Rhamnus virgata Roxb.
122. Rhamnus wightii Wight & Arn.
123. Rhamnus wilsonii C.K.Schneid.
124. Rhamnus × woloszczakii Kárpáti
125. Rhamnus wumingensis Y.L.Chen & P.K.Chou
126. Rhamnus xizangensis Y.L.Chen & P.K.Chou
127. Rhamnus yoshinoi Makino